# Liste des directeurs de la Monnaie des États-Unis
Le directeur de la Monnaie des États-Unis est une nomination présidentielle qui nécessite une confirmation du Sénat. David J. Ryder est devenu directeur en avril 2018. Il avait auparavant occupé le poste de 1992 à 1993.
Lorsque le poste de directeur est vacant, le haut fonctionnaire de carrière (non politique) de la Monnaie fait office de directeur intérimaire. Jusqu'à la nomination de Ryder au poste de directeur, la Monnaie était sans directeur officiel depuis la démission d'Edmund C. Moy en 2011. Richard A. Peterson a succédé à Moy et a été le directeur par intérim le plus longtemps en fonction dans l'histoire de la Monnaie. Peterson a servi entre janvier 2011 et mars 2017.
En juillet 2015, Matthew Rhett Jeppson a été nommé par le président Barack Obama pour devenir le 39e directeur de la Monnaie et a reçu le titre temporaire de directeur adjoint principal. Toutefois, cette nomination n'a jamais été confirmée par le Sénat. Matthew Jeppson a quitté son poste de directeur adjoint principal en janvier 2017, puis a été remplacé par le directeur adjoint principal par intérim, David Motl.
La fonction de directeur existe depuis la création de la Monnaie par la loi sur les monnaies de 1792. Initialement nommé au gré du président des États-Unis, le Coinage Act de 1873 prévoyait un mandat de cinq ans pour les directeurs. Le directeur fonctionne selon les directives générales fournies par le secrétaire au Trésor des États-Unis.

## Liste des directeurs

### David Rittenhouse (juillet 1792-juin 1795)

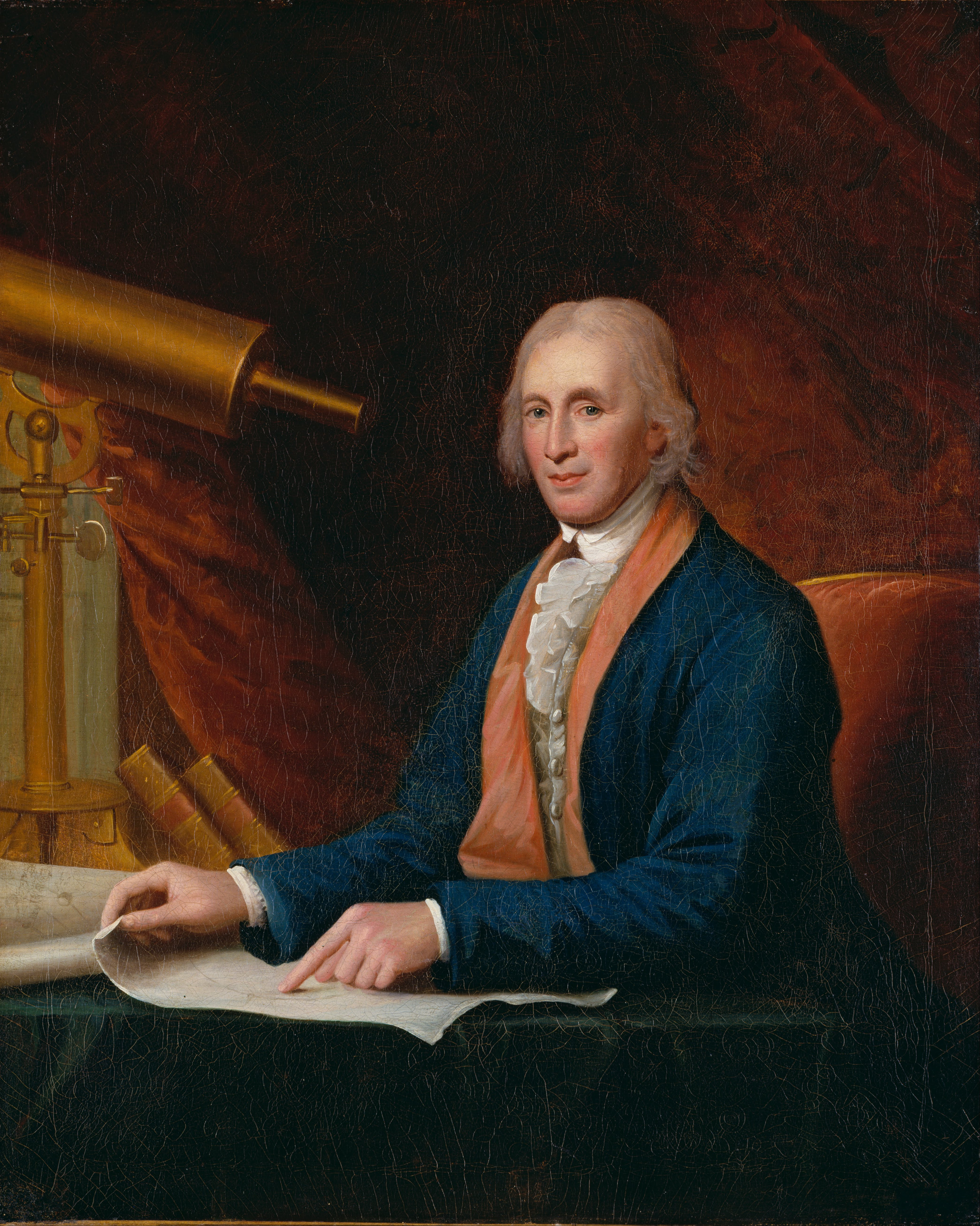
David Rittenhouse, le premier directeur de la Monnaie des États-Unis.

David Rittenhouse est un astronome, inventeur, horloger, mathématicien, géomètre, fabricant d'instruments scientifiques et agent public américain. En juillet 1792 il devient le premier directeur de la Monnaie des États-Unis, nommé par le président George Washington,.
Les premières pièces sont fabriquées à partir de couverts fournis par Washington lui-même le matin du 30 juillet 1792. Elles ont été frappées à la main par Rittenhouse, pour tester le nouveau matériel, et ont été données à Washington en signe de reconnaissance pour sa contribution à la réalisation de la Monnaie américaine. La production de pièces de monnaie à grande échelle ne commence qu'en 1793. Rittenhouse démissionne de la Monnaie le 30 juin 1795, en raison de problèmes de santé. En 1871, le Congrès approuve une médaille commémorative en son honneur.

### Henry William de Saussure (juillet 1795-octobre 1795)
Henry William de Saussure, est un avocat américain, législateur d'État et juriste de Caroline du Sud qui est devenu un leader politique en tant que membre du parti fédéraliste après la guerre d'indépendance. Il a été nommé par le président George Washington comme le 2e directeur de la Monnaie des États-Unis,, a été l'un des parrains de la législation qui a créé le South Carolina College qui allait devenir l'université de Caroline du Sud et a reçu le titre de chancelier en tant que juge du SC Equity Court, également connu sous le nom de tribunal de chancellerie. À ce titre, il a rédigé et codifié une grande partie de la loi sur l'équité de l'État encore en vigueur aujourd'hui. Il a été intendant (maire) de Charleston et son fils, William Ford de Saussure, a également été intendant de Columbia.

### Elias Boudinot (octobre 1795-juillet 1805)
Elias Boudinot, est un avocat et un fonctionnaire américain qui est impliqué dans la révolution américaine.
Il devient avocat et procureur en 1760. Après la mise en place du gouvernement des États-Unis d'Amérique, Boudinot est membre de la Chambre nationale des représentants pendant six ans (1789-95). Il est nommé directeur de la Monnaie américaine, à Philadelphie, par le président George Washington en octobre 1795 et occupe ce poste pendant six ans,.

### Robert Patterson (janvier 1806-juillet 1824)
Né dans une ferme en Irlande en 1743, Robert Patterson émigre aux États-Unis en 1768 et s'installe à Philadelphie. En 1806, il est nommé directeur de la Monnaie de États-Unis par le président Thomas Jefferson et il occupe le poste jusqu'en 1834, peu avant sa mort,. Bien qu'il occupe ce poste de haut-fonctionnaire, sa vie est surtout dédiée à l'éducation. Il occupe notamment un poste de professeur à l'université de Pennsylvanie à partir de 1779.

### Samuel Moore (juillet 1824-juillet 1835)
Samuel Moore est un membre de la Chambre des représentants des États-Unis originaire de Pennsylvanie. Il est élu républicain au quinzième Congrès pour combler la vacance causée par la démission de Samuel D. Ingham. Il est réélu aux seizième et dix-septième congrès, jusqu'à sa démission le 20 mai 1822. Il est président de la commission des affaires indiennes de la Chambre des représentants des États-Unis pendant le dix-septième Congrès. Le 15 juillet 1824, le président James Monroe le nomme directeur de la Monnaie des États-Unis, poste qu'il occupera jusqu'en 1835. Moore s'installe à Philadelphie, en Pennsylvanie, où il s'intéresse à l'exploitation et à la commercialisation du charbon. Il est président de la Hazleton Coal Company jusqu'à sa mort à Philadelphie en 1861.

### Robert M. Patterson (mai 1835-juillet 1851)
Robert Maskell Patterson est nommé directeur de la Monnaie des États-Unis par le président Andrew Jackson, et cette nomination est confirmée par le Sénat le 5 janvier 1835. Il occupe le poste pendant plus de 15 ans, prenant sa retraite en juillet 1851. Patterson est le fils de l'ancien directeur de la Monnaie Robert Patterson (1806-24), et son prédécesseur immédiat dans cette fonction est son beau-frère, Samuel Moore (1824-35). Ce type d'interconnexion entre les agents de la Monnaie est assez courant, et perdure jusqu'au début du XXe siècle.

### George Nicholas Eckert (juin 1851-juin 1853)
George Eckert est élu en tant que Whig au trentième Congrès. Il est nommé directeur de la Monnaie des États-Unis à Philadelphie par le président Millard Fillmore et occupe ce poste de juin 1851 jusqu'au 6 juin 1853. Il meurt à Philadelphie en 1865.

### Thomas M. Pettit (avril 1853-mai 1853)
En 1853, le président Franklin Pierce nomme Thomas Pettit directeur de la Monnaie des États-Unis. Pettit, cependant, décède après seulement quelques semaines en fonction.

### James Ross Snowden (juin 1853-mai 1861)
En 1848, James Snowden est nommé trésorier de la Monnaie des États-Unis et occupe également le poste d'assistant du secrétaire au Trésor des États-Unis à Philadelphie. En 1853, le président Franklin Pierce le nomme directeur de la Monnaie, poste qu'il occupe jusqu'en 1861.

### James Pollock (mai 1861-septembre 1866puismai 1869-mars 1873)
Après avoir occupé plusieurs postes judiciaires, James Pollock est élu à la Chambre des représentants des États-Unis en 1844, où il exerce trois mandats consécutifs. Il est élu gouverneur de la Pennsylvanie, poste qu'il occupe de 1855 à 1858. Il est nommé directeur de la Monnaie américaine par le président Abraham Lincoln et reste en poste de 1861 à 1866. Ulysses Grant le nomme au même poste en 1869, et il y reste jusqu'en 1873. Dans une lettre, le secrétaire au Trésor, Salmon Chase, charge Pollock de faire des suggestions pour inclure « la confiance de notre peuple en Dieu » dans une devise pour les pièces de monnaie américaines. Pollock propose un certain nombre de devises, dont « Notre confiance est en Dieu » et « Dieu, notre confiance », que Chase révise finalement pour en faire « En Dieu nous confions », qui figure sur toutes les pièces et billets américains à ce jour.

### William Millward (octobre 1866-avril 1867)
William Millward reçoit sa nomination comme directeur de la Monnaie en septembre 1866, mais celle-ci n'est pas confirmée par le Sénat. Millward doit donc quitter son poste après seulement six mois.

### Henry Linderman (avril 1867-mai 1869puisavril 1873-décembre 1878)
Le président Andrew Johnson nomme Henry Linderman au poste de directeur de la Monnaie en 1867. En 1869, il renonce à son poste pour divergence de point de vue politique, néanmoins, en raison de sa maîtrise des affaires de la Monnaie et de ses vastes connaissances dans le domaine monétaire, le secrétaire au Trésor continue à faire appel à lui, tant dans le pays qu'à l'étranger. En 1873, Ulysses Grant le désigne comme nouveau directeur de la Monnaie, pour un mandat de cinq ans.

### Horatio C. Burchard (février 1879-juin 1885)
Le président Rutherford B. Hayes nomme Horatio Burchard directeur de la Monnaie en février 1879 et Chester A. Arthur le confirme en février 1884. L'année suivante, il démissionne pour reprendre la pratique du droit.

### James P. Kimball (juillet 1885-octobre 1889)
La nomination du Dr James Kimball au poste de directeur de la monnaie est faite par le président Grover Cleveland en juillet 1885. Il occupe le poste jusqu'à sa démission en octobre 1889. Il avait une grande réputation dans les domaines scientifique et technique et a publié de nombreux articles, tant aux États-Unis qu'à l'étranger.

### Edward O. Leech (octobre 1889-mai 1893)
Avant sa nomination comme directeur, Edward Leech est chargé de la préparation et de la rédaction des statistiques monétaires, publiés annuellement dans le rapport du directeur de la Monnaie. Le président Benjamin Harrisson le désigne comme successeur de Kimbal en octobre 1889. Leech renonce officiellement à son poste le 1er juin 1893 pour devenir directeur de la National Union Bank à New York.

### Robert E. Preston (novembre 1893-février 1898)
Robert Preston entre à la monnaie, alors sous la direction de Linderman, en 1873 et continue à y travailler et à monter en grade sous les directeurs successifs, jusqu'à arriver au poste le plus haut en 1893, nommé par le président Cleveland. Il quitte son poste en 1898, mais reste à la Monnaie en tant qu'examinateur.

### George E. Roberts (février 1898-juillet 1907puisjuillet 1910-novembre 1914)
Les ouvrages sur la finance publiés par George Robert attirent l'attention du président William McKinley, qui le nomme directeur de la Monnaie en février 1898. Il est ensuite confirmé par Theodore Roosevelt en 1903, accomplissant un mandat de neuf ans. En 1907, il démissionne de son poste pour devenir directeur de la Commercial National Bank de Chicago, mais il la quitte en 1910 lorsqu'elle fusionne avec la Continental National Bank. Il effectue un troisième mandat comme directeur de la Monnaie de 1910 à 1914, nommé par le président William Howard Taft.

### Frank A. Leach (septembre 1907-août 1909)
Leach est rédacteur en chef du Vallejo Evening-Chronicle depuis 1867 quand il participe à la fondation du Oakland Enquirer en 1886. En 1897 il devient superintendant de la Monnaie de San Francisco jusqu'en 1907, date à laquelle Theodore Roosevelt le nomme directeur de la Monnaie des États-Unis, un poste qu'il occupe jusqu'en août 1909.

### A. Piatt Andrew (novembre 1909-juin 1910)
A. Piatt Andrew a joué un rôle crucial dans la formation du système de la Réserve fédérale. Il était connu comme un érudit, un soldat et un homme d'État tout au long d'une carrière variée qui l'a mené de l'université de Harvard aux champs de bataille de France et jusqu'à la capitale du pays. En 1909, Andrew, désormais expert reconnu et bien connu des questions financières et bancaires, est nommé par le président William Howard Taft au poste de directeur de la Monnaie américaine. Il a rapidement progressé au sein de l'administration Taft et a été nommé secrétaire adjoint du département du Trésor en 1910.

### Robert W. Woolley (mars 1915-juillet 1916)
À la suite de sa nomination, par le président Woodrow Wilson, en 1915, Robert Woolley assume le rôle de directeur de la Monnaie. Il renonce cependant l'année suivant pour devenir directeur de campagne et membre du comité de la Convention nationale démocratique.

### F. H. von Engelken (septembre 1916-mars 1917)
Nommé en 1916 par le président Wilson, en reconnaissance de ses travaux à la Rural Credits Commission, il quitte la Monnaie l'année suivante pour devenir président de la Federal Land Bank pour le troisième district à Columbia, en Caroline du Sud.

### Raymond T. Baker (mars 1917-mars 1922)
Raymond Baker et désigné comme successeur de von Engelken en 1917, toujours par Woodrow Wilson. Il reste directeur jusqu'à la fin de son mandat en 1922. Il avait été associé à des intérêts miniers dans le Nevada et s'est engagé activement dans ce domaine et dans celui des banques après avoir quitté la Monnaie.

### Frank Edgar Scobey (mars 1922-septembre 1923)
Frank Scobey entretient une relation d'amitié avec Warren G. Harding depuis l'époque où ils sont tous les deux serviteurs publics de l'État d'Ohio. Au moment de nommer un successeur à Raymond Baker, le président pense naturellement à son ami et ce dernier prend ses fonctions en mars 1922. Il y renonce un peu plus d'un an plus tard, au moment du décès de Harding, et retourne à la vie civile.

### Robert J. Grant (novembre 1923-mai 1933)
Le vice-président Calvin Coolidge, reprenant la fonction de Harding, décédé, nomme Robert Grant au poste de directeur de la Monnaie, laissé vacant par Scobey, en novembre 1923 et renouvelle son mandat cinq ans plus tard, Grant restant en fonction jusqu'en 1933, quand il quitte la Monnaie américaine pour devenir conseiller financier de la Monnaie nationale chinoise à Shanghaï.

### Nellie Tayloe Ross (mai 1933-avril 1953)

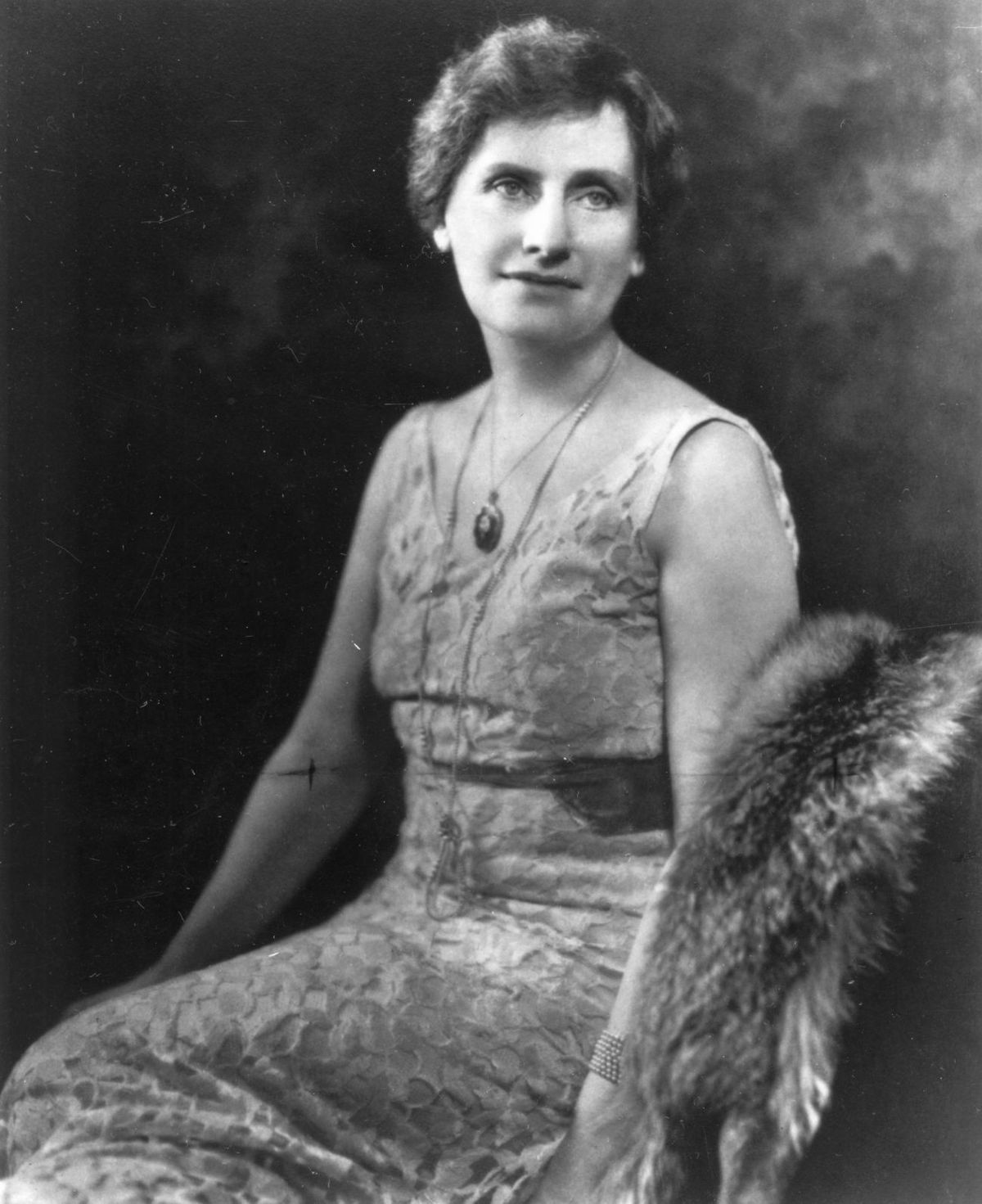
Nellie Tayloe Ross, la première femme directrice.

Le président Franklin Delano Roosevelt confie le poste de directrice à Nellie Taylor Ross en 1933, faisant d'elle la première femme à occuper cette fonction. Le même Roosevelt renouvelle le mandat en 1938 et 1943, puis Harry Truman fait de même en 1948. Ross se retire de la Monnaie en 1953, après vingt ans de service.

### William H. Brett (juillet 1954-janvier 1961)
Dwight Eisenhower nomme William Brett en juillet 1954 puis renouvelle son mandat cinq ans plus tard, en 1959. En 1961, Brett démissionne de son poste et retourne dans le secteur privé.

### Eva Adams (octobre 1961-août 1969)
Le président John F. Kennedy décide de donner le poste de directrice de la Monnaie à Eva Adams, qui devient ainsi la deuxième femme à recevoir cet honneur, en 1961. Elle est reconduite dans ses fonctions cinq ans plus tard par Lyndon B. Johnson et Adams reste en poste jusqu'à l'expiration de son mandat, en 1969.

### Mary Brooks (septembre 1969-février 1977)
L'entrée en fonction le Mary Brooks, le 1er septembre 1969, nommé par le président Richard Nixon, fait d'elle le 28e directeur et la troisième femme à occuper le poste de directrice de la Monnaie. Elle reste en poste jusqu'en 1977, date à laquelle elle démissionne,.

### Stella Hackel Sims (novembre 1977-avril 1981)
Stella Hackel Sims entre en fonction en novembre 1977, à la suite de sa nomination par le président Jimmy Carter, et occupe le poste jusqu'en avril 1981). Avant cela, elle était trésorière de l'État du Vermont,.

### Donna Pope (juillet 1981-août 1991)
Quatrième femme consécutive, et cinquième au total, à occuper le poste de directrice, Donna Pope est nommée par le président Ronald Reagan en juillet 1981, puis pour un second mandat en 1986. Avant la Monnaie, Pope faisait partie de la législature de l'État d'Ohio, où elle était la première élue du parti minoritaire Whip.

### David J. Ryder (septembre 1992-novembre 1993)
David J. Ryder est le 39e directeur de la Monnaie des États-Unis. Il a également dirigé la Monnaie en tant que 34e directeur de septembre 1992 à novembre 1993 sous les administrations des présidents George H.W. Bush et Bill Clinton.

### Philip N. Diehl (juin 1994-mars 2000)
Philip Diehl est nommé au poste de directeur de la monnaie par Bill Clinton en juin 1994 et y reste jusqu'en mars 2000. Créateur de la série populaire « 50 State Quarters » et responsable du lancement de la toute première pièce de platine émise par le gouvernement américain, il est considéré comme l'un des directeurs de la Monnaie américaine les plus influents de l'ère moderne,.

### Jay W. Johnson (mai 2000-août 2001)
Le président Bill Clinton a nommé Jay Johnson au poste de directeur de la Monnaie en 1999, poste qu'il a occupé de mai 2000 à août 2001. L'année suivante, il a créé Jay Johnson Coins and Consulting, où il a mis au point un important programme de vente de pièces en gros pour une banque nationale.

### Henrietta H. Fore (août 2001-août 2005)
Nommée par le président George W. Bush en août 2001, Henrietta Fore est la 37e directrice de la Monnaie, la deuxième venant de l'État du Nevada et la sixième femme. Elle reste en fonction jusqu'en août 2005.

### Edmund C. Moy (septembre 2006-janvier 2011)
Nommé par George W. Bush en 2006, Edmund Moy occupe la fonction de directeur de la Monnaie jusqu'en janvier 2011. Il a supervisé le lancement d'un certain nombre de pièces américaines modernes populaires, notamment la série de pièces d'un quart de dollar America the Beautiful,.

### David J. Ryder (avril 2018-octobre 2021)
En avril 2018, Donald Trump confie à David J. Ryder un second mandat à la tête de la Monnaie, après que le poste soit resté vacant pendant plus de sept ans.

### Ventris Gibson (octobre 2021 - )

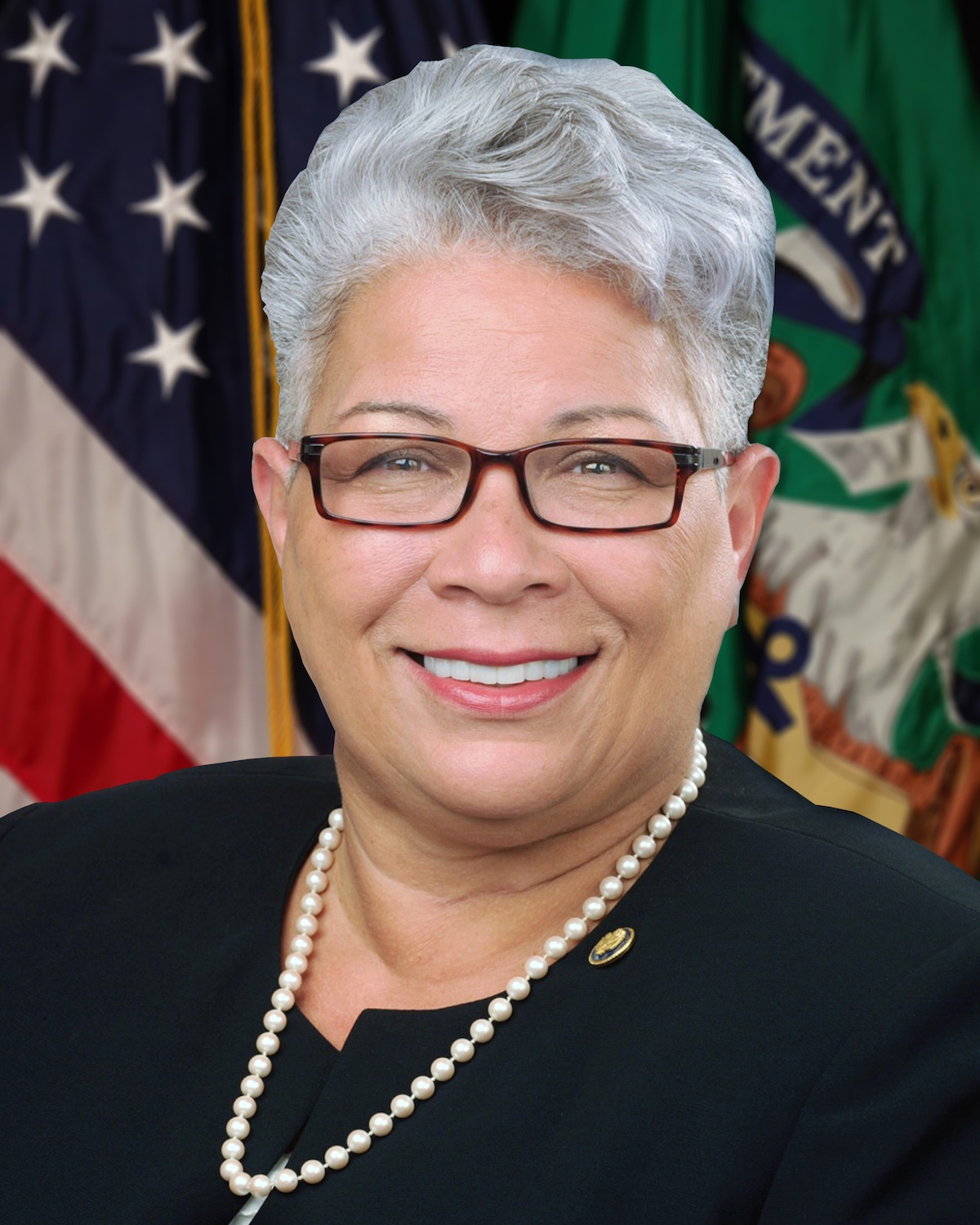
Ventris Gibson, directrice de la Monnaie depuis 2022.

En octobre 2021, Gibson rejoint l'United States Mint en tant que directeur adjoint et directeur par intérim. Le 15 juin 2022, le Sénat des États-Unis confirme la nomination de Ventris Gibson par un vote à voix haute.